# 위키트래블
위키트래블(Wikitravel)은 2003년 7월에 오픈한 위키 여행 정보 사이트이다. 캐나다 몬트리올에 거주하는 에반 프로드로무(Evan Prodromou)와 미셸 앤 젠킨스 프로드로무(Michele Ann Jenkins Prodromou) 부부가 공동으로 만들었다. 여행 정보에 관한 지식을 수록하는 것을 목적으로 만들어졌다. 전 세계 21개 언어로 동시에 운영되고 있으나 참여자가 거의 없어 활성화되지 않고 있다. 2012년 9월 23일 기준으로 영어 문서는 총 26,212개가 있고, 독일어 문서는 5,265개가 있으며, 한국어 문서는 268개에 불과하다.
2012년 위키트래블을 호스팅하고 소유한 인터넷 브랜즈 사와의 불만으로, 위키트래블 공동체에서 위키트래블이 허용한 라이선스(CC-BY-SA)에 따라 분리해나와 (역시 위키트래블에서 몇 년 전에 분리되어 나온) 위키여행과 합병하여, 위키백과 등을 서비스하는 위키미디어 재단의 새로운 여행 위키를 만들자는 제안이 나왔다. 위키트래블의 편집자들은 이 제안을 지지했으나, 인터넷 브랜즈 측은 이를 거부하고 제안 과정에서 불법적 행동을 한 두 사용자를 고소하기도 했다. 당사자와 (제3자인) 위키미디어 재단은 혐의를 부인했으며, 사용자를 협박하기 위한 전략적 소송이라고 주장했다.

## 특징
위키트래블은 여행자들을 위한 온라인 정보를 제공하는 것을 목적으로 한다. 하지만 여행 정보를 제공할 때 다음과 같은 제약을 두고 있다.
- 개인의 여행 에세이나 여행 잡지가 아니다.
- 여행 사진 갤러리가 아니다.
- 개인 홈페이지 서비스가 아니다. 사용자 페이지에 사진 2장은 올릴 수 있으나 5장 이상 올리는 것은 바람직하지 않다.
- 광고 브로셔가 아니다.
- 도시의 식당, 호텔, 바 등의 옐로우 페이지가 아니다. 어떤 도시에 관해 200개가 넘는 방대한 여행 정보를 수록하기보다는 잘 엄선된 5~10개의 정보를 제공하는 것을 선호하고 있다.
- 여행 지도가 아니다. 지도에 있는 모든 도로와 교차로에 대한 설명을 올리는 곳이 아니다.
- 여행에 관한 모든 정보를 제공하는 백과사전이 아니다. 백과사전을 쓰려면 위키트래블이 아니라 위키백과를 이용하는 것이 좋다.

## 다국어 사이트
- 10,000개 이상의 문서를 가진 언어 사이트 : English
- 1,000개 이상의 문서를 가진 언어 사이트 : Deutsch, Español, Français, Italiano, 日本語, Nederlands, Português, Русский, Suomi, Svenska
- 그 이하의 문서를 가진 언어 사이트 : العربية Català, Esperanto, עברית, हिन्दी, Magyar, 한국어, Polski, Română, 中文

## 같이 보기
- 위키여행